# Франулович, Желько
Же́лько Франу́лович (хорв. Željko Franulović; р. 13 июня 1947, Сплит) — югославский (хорватский) профессиональный теннисист. Победитель 16 турниров WCT и Гран-при в одиночном и парном разряде, финалист Открытого чемпионата Франции 1970 года.

## Биография
Желько Франулович, который провёл свой первый матч за сборную Югославии в Кубке Дэвиса в 19-летнем возрасте, выступал в качестве теннисиста-профессионала с первых лет Открытой эры, завоевав репутацию специалиста по грунтовым кортам. За время карьеры он выиграл девять профессиональных турниров в одиночном разряде (в основном в конце 60-х и начале 70-х годов) и семь в парах. Его высшим достижением стал выход в финал Открытого чемпионата Франции 1970 года. Посеянный пятым Франулович переиграл в пятисетовом четвертьфинальном поединке Артура Эша, посеянного на строчку выше, а в финале был разгромлен седьмой ракеткой турнира — чехом Яном Кодешем, своим постоянным партнёром в парах. На следующий год Кодеш, уже посеянный под первым номером, снова стал на пути Франуловича на «Ролан Гаррос», теперь в полуфинале. В эти два года Франулович входил в число сильнейших теннисистов-профессионалов мира, дважды приняв участие в итоговом турнире года по версии профессиональной лиги Гран-при.
Многообещающую карьеру Франуловича едва не прервала навсегда тяжёлая травма плеча, полученная в 1971 году, но он нашёл в себе силы вернуться на корт после двух операций и почти двухлетнего перерыва, выиграв в середине и конце 70-х годов четыре турнира в парном разряде, в том числе престижный грунтовый турнир в Барселоне, а в одиночном разряде добравшись в рейтинге ATP в 1977 году до 33-го места. За сборную Югославии он продолжал выступать до 1980 года; его высшим достижением со сборной стал выход в финал Европейской зоны в 1970 году после победы над командой Румынии — финалистами Кубка Дэвиса прошлого и двух следующих годов, — причём сам Франулович в той встрече обыграл сначала Илие Настасе, а затем, в решающей пятой игре, — Иона Цириака.
После окончания активной карьеры Желько Франулович стал спортивным администратором. В разное время он занимал пост директора турниров в Женеве, Франкфурте, Ганновере и Монте-Карло. Он также входил в совет директоров АТР в качестве исполнительного вице-президента по европейским делам. Его сын Дени (1980 года рождения) начинал теннисную карьеру в конце 1990-х годов на уровне молодёжных и университетских соревнований, но значительных успехов в дальнейшем не добился.

## Участие в финалах профессиональных турниров за карьеру (28)

### Одиночный разряд (14)

#### Победы (9)
| №  | Дата        | Турнир                                          | Покрытие | Соперник в финале | Счёт в финале           |
| -- | ----------- | ----------------------------------------------- | -------- | ----------------- | ----------------------- |
| 1. | 27 июл 1969 | Чемпионат США на грунтовых кортах, Индианаполис | Грунт    | Артур Эш          | 8-6, 6-3, 6-4           |
| 2. | 19 апр 1970 | Монте-Карло, Монако                             | Грунт    | Мануэль Орантес   | 6-4, 6-3, 6-3           |
| 3. | 16 авг 1970 | Открытый чемпионат Австрии, Кицбюэль            | Грунт    | Джон Александер   | 6-4, 9-7, 6-4           |
| 4. | 15 ноя 1970 | Буэнос-Айрес, Аргентина                         | Грунт    | Мануэль Орантес   | 6-4, 6-2, 6-0           |
| 5. | 14 фев 1971 | Нью-Йорк, США                                   | Хард (i) | Кларк Гребнер     | 6-2, 5-7, 6-4, 7-5      |
| 6. | 1 мар 1971  | Мэйкон, Джорджия, США                           | Хард     | Илие Настасе      | 6-4, 7-5, 5-7, 3-6, 7-6 |
| 7. | 16 авг 1971 | Чемпионат США на грунтовых кортах, Индианаполис | Грунт    | Клифф Ричи        | 6-3, 6-4, 0-6, 6-3      |
| 8. | 1 дек 1971  | Буэнос-Айрес                                    | Грунт    | Илие Настасе      | 6-3, 7-6, 6-1           |
| 9. | 26 апр 1977 | Мюнхен, ФРГ                                     | Грунт    | Виктор Печчи      | 6-1, 6-1, 6-7, 7-5      |

#### Поражения (5)
| №  | Дата        | Турнир                                    | Покрытие | Соперник в финале | Счёт в финале      |
| -- | ----------- | ----------------------------------------- | -------- | ----------------- | ------------------ |
| 1. | 16 ноя 1969 | Буэнос-Айрес, Аргентина                   | Грунт    | Франсуа Жоффре    | 6-3, 2-6, 4-6, 3-6 |
| 2. | 17 мая 1970 | Открытый чемпионат Франции                | Грунт    | Ян Кодеш          | 2-6, 4-6, 0-6      |
| 3. | 22 мая 1971 | Борнмут, Великобритания                   | Грунт    | Джеральд Батрик   | 3-6, 2-6, 7-5, 0-6 |
| 4. | 24 июл 1971 | Клеммонс, Северная Каролина, США          | Хард     | Хайме Фильоль     | 6-4, 4-6, 6-7      |
| 5. | 20 июл 1975 | Открытый чемпионат Нидерландов, Хилверсюм | Грунт    | Гильермо Вилас    | 4-6, 7-6, 2-6, 3-6 |

### Парный разряд (14)

#### Победы (7)
| №  | Дата        | Турнир                                          | Покрытие | Партнёр            | Соперники в финале               | Счёт в финале |
| -- | ----------- | ----------------------------------------------- | -------- | ------------------ | -------------------------------- | ------------- |
| 1. | 16 авг 1971 | Чемпионат США на грунтовых кортах, Индианаполис | Грунт    | Ян Кодеш           | Эрик ван Диллен Кларк Гребнер    | 7-5, 5-7, 6-3 |
| 2. | 24 окт 1971 | Международный чемпионат Испании, Барселона      | Грунт    | Хуан Хисберт       | Клифф Драйсдейл Андрес Химено    | 7-6, 6-2, 7-6 |
| 3. | 1 дек 1971  | Буэнос-Айрес, Аргентина                         | Грунт    | Илие Настасе       | Патрисио Корнехо Хайме Фильоль   | 6-4, 6-4      |
| 4. | 10 мар 1974 | Хэмптон, Виргиния, США                          | Ковёр    | Никола Пилич       | Пат Крамер Майк Эстеп            | 4-6, 7-5, 6-1 |
| 5. | 9 окт 1978  | Международный чемпионат Испании, Барселона      | Грунт    | Ганс Гильдемайстер | Жиль Мореттон Жан-Луи Хейе       | 6-1, 6-4      |
| 6. | 23 июл 1979 | Открытый чемпионат Австрии, Кицбюэль            | Грунт    | Хайнц Гюнтхардт    | Антонио Дзугарелли Дик Крили     | 6-2, 6-4      |
| 7. | 22 сен 1980 | Женева, Швейцария                               | Грунт    | Балаж Тароци       | Маркус Гюнтхардт Хайнц Гюнтхардт | 6-4, 4-6, 6-4 |

#### Поражения (7)
| №  | Дата        | Турнир                                    | Покрытие | Партнёр            | Соперники в финале               | Счёт в финале           |
| -- | ----------- | ----------------------------------------- | -------- | ------------------ | -------------------------------- | ----------------------- |
| 1. | 11 июл 1970 | Открытый чемпионат Швеции, Бостад         | Грунт    | Ян Кодеш           | Дик Крили Аллан Стоун            | 2-6, 6-2, 12-12 отказ   |
| 2. | 9 авг 1970  | Открытый чемпионат Австрии, Кицбюэль      | Грунт    | Ян Кодеш           | Джон Александер Фил Дент         | 8-10, 2-6, 4-6          |
| 3. | 8 ноя 1970  | Буэнос-Айрес, Аргентина                   | Грунт    | Ян Кодеш           | Боб Кармайкл Рэй Руффис          | 5-7, 2-6, 7-5, 7-6, 3-6 |
| 4. | 1 мар 1971  | Мэйкон, Джорджия, США                     | Хард     | Ян Кодеш           | Кларк Гребнер Томас Кох          | 3-6, 6-7                |
| 5. | 20 июл 1975 | Открытый чемпионат Нидерландов, Хилверсюм | Грунт    | Джон Ллойд         | Гильермо Вилас Войтек Фибак      | 4-6, 3-6                |
| 6. | 25 июн 1978 | Западный Берлин                           | Грунт    | Ганс Гильдемайстер | Колин Доудсвелл Юрген Фассбендер | 3-6, 4-6                |
| 7. | 29 окт 1978 | Открытый чемпионат Японии, Токио          | Грунт    | Бастер Мотрам      | Росс Кейс Джефф Мастерс          | 2-6, 6-4, 1-6           |